# Pós-abolição no Brasil

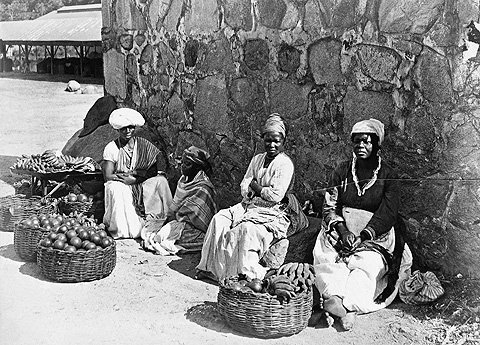
O dia seguinte ao fim da escravidão

Pós-abolição é o período da história do Brasil imediatamente posterior à abolição da escravatura em 1888. Definido como uma grande ruptura no sistema praticado até então, o período desencadeou mudanças significativas na economia e na sociedade brasileiras, que dependiam largamente do trabalho escravo. Para os libertos, de muitas maneiras sua situação piorou. O governo não organizou nenhum programa para sua integração na sociedade, e foram entregues à própria sorte. A sociedade dominante branca permanecia impregnada de racismo e a discriminação se manifestava em todos os níveis. A vasta maioria dos libertos permaneceu marginalizada e desprovida de acesso à saúde, à educação, à formação profissionalizante e ao exercício da cidadania. Muitos perderam seu trabalho e sua moradia e foram obrigados a migrar em busca de novas colocações, que geralmente se revelaram precárias e difíceis. A miséria se tornou comum. A pós-abolição foi o início de um longo processo de luta dos negros por direitos, dignidade, reconhecimento e inclusão, que até hoje ainda não está concluído.
A abolição libertou cerca de 700 000 escravos em 1888. Naquele momento a maior parte dos negros e pardos do Brasil já estavam livres. De acordo com o censo de 1872 (o único a ocorrer no período imperial), a população escrava representava 15,24% da população total do Brasil, enquanto negros e pardos em geral representavam 58% desse total.

## Campanha Abolicionista

Diploma da Lei Áurea

Na década de 1880, com influência de Joaquim Nabuco, dois movimentos de bastante importância para a abolição da escravidão, a Sociedade Brasileira contra a Escravidão e a Associação Central Emancipadora, começam a ganhar força.
Foi após uma visita a uma capela em Massangana, Pernambuco, que Nabuco reconheceu um problema moral no tocante à escravidão, despertando um genuíno interesse em colocar a vida dele à serviço da "raça generosa". Aos 20 anos, deputado à época, Joaquim iniciou debates no Parlamento sobre o projeto que visava a libertação de todos os escravos.
Nabuco escreveu diversas obras a respeito da escravidão, entre elas Minha Formação e O Abolicionismo, alegando que "ela é um crime, um atentado à civilização e ao progresso econômico e político, é a responsável pelo atraso do país, um obstáculo à construção nacional. São razões cívicas, públicas".
As viagens de Nabuco para o exterior facilitaram o envolvimento dele com a campanha abolicionista. Inspirado na campanha contra o tráfico de escravos e no "movimento social", duas formas de pressão sobre o Estado, consequentemente sobre as autoridades.
Outra figura importante para que esse movimento tivesse sucesso foi José do Patrocínio, abolicionista radical, diferente de Nabuco que era considerado moderado. Patrocínio defendia que a campanha deveria ganhar as ruas de com a participação do povo, entretanto, afirmava que o povo sozinho não conseguiria atingir os objetivos, que deveria ser uma "aliança do soberano com o povo".
Em oposto ao radicalismo de Patrocínio, Nabuco defendia que essa luta era por um povo sem voz, consequentemente deveria ser liderada por brancos. Esses processos envolviam duas vertentes. A primeira, o progresso desse movimento não poderiam ultrapassar os limites da legalidade monárquica, isto deveria ser uma decisão tomada inicialmente pelo Estado e pelos fazendeiros escravocratas, sendo resolvida dentro do espaço institucional, para que a situação não tivesse uma dimensão que o controle pudesse ser perdido. A segunda vertente é a defendida por Nabuco, de que os negros não poderiam ser sujeitos ativos no movimento. Havia uma preocupação da elite branca envolvida no conflito, a emancipação não poderia atingir a ordem econômica latifundiária. Nesse caso, o envolvimento dos negros nesse processo era receoso, porque a elite temia que os mesmos pudessem causar um descontrole na sociedade.
Apesar da existência de algumas leis, como a Lei do Ventre Livre, em 1871, era necessário que houvesse uma lei que abolisse a escravidão. Nesse ínterim, a campanha abolicionista promovida inicialmente por Joaquim Nabuco em 1880, foi de extrema importância para que a Lei Áurea fosse sancionada pela princesa Isabel em 1888, de n. 3.353, que havia dois artigos “Art. 1°: É declarada extincta desde a data desta lei a escravidão no Brazil. E Art. 2°: Revogam-se as disposições em contrário.”

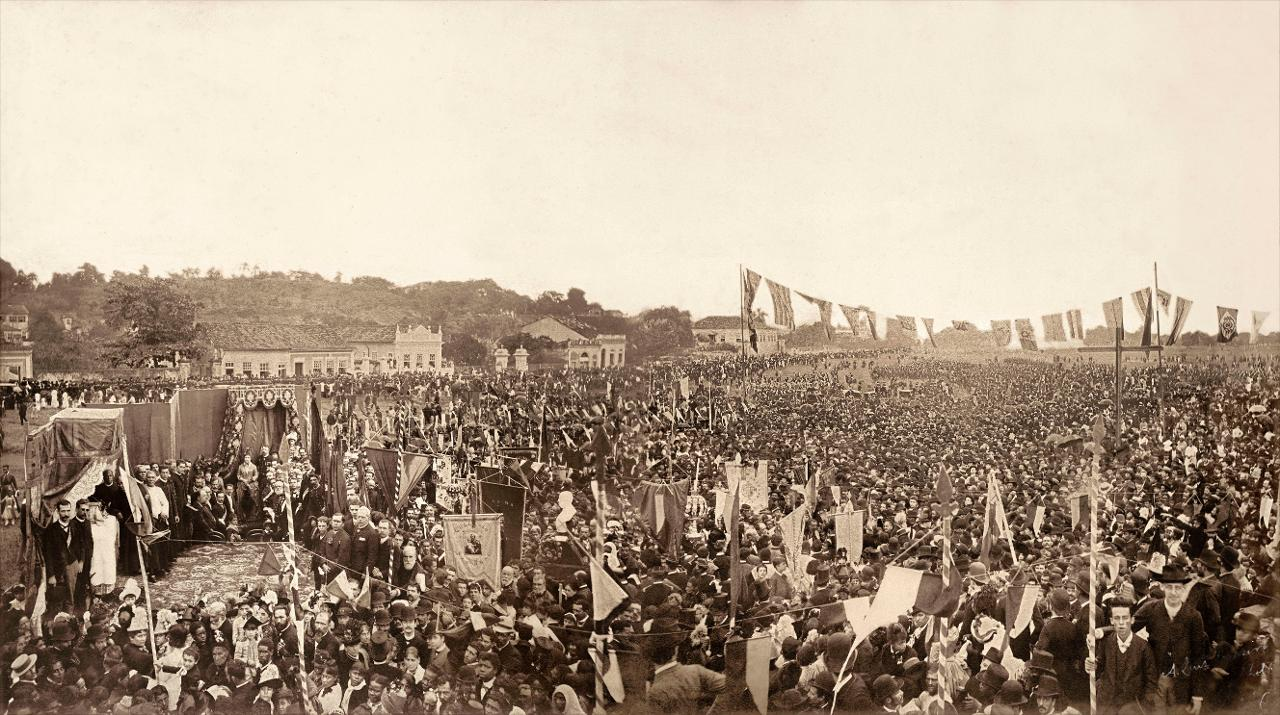
Grande missa campal celebrada em ação de graças pela Abolição da Escravatura no Brasil, em 1888, no Campo de São Cristóvão. A Princesa Isabel e Conde D'Eu, estão no canto esquerdo, sob uma tenda imperial.

## Migração
As fugas e rebeliões de cativos no período imperial eram corriqueiras, tornando-se uma das principais preocupações dos senhores de engenho da época. Visando evitar tais problemas, os fazendeiros procuraram fazer com que os escravizados possuíssem uma ligação à fazenda e ao proprietário. Algumas estratégias, como exemplo disso, os laços de gratidão. O senhor de engenho concedia alforrias em massa. Esse processo ocorreu antes da abolição, e tinha como objetivo “despertar-lhes a gratidão... os escravos deveriam receber a liberdade de suas mãos, e não do Estado, e percebê-la como uma dádiva senhorial”.
Essas estratégias utilizadas pelos senhoriais, nada mais tinha como intento de que, após a emancipação, os negros continuassem fieis a ele e às suas terras, na "esperança de reter os libertos".
Cabia aos cativos a decisão, pós-abolição, de permanecerem ou não nas terras em que passaram boa parte de suas vidas. Entretanto, esse deslocamento precisava levar em conta como esses recém libertos conseguiriam sobreviver diante da liberdade que lhes fora dada, diante do desejo dos escravizados de construírem uma “vida em família, moradia e produção doméstica”, controlando dessa forma o ritmo de vida que eles quisessem. Todavia, com o passar dos anos, a mobilidade conquistada pelos escravizados passou de um exercício de sua liberdade para uma maldição, levando em consideração as condições de trabalho negociadas entre o senhor de engenho e o homem livre que precisava sobreviver.
Para dificultar o processo de escravidão, as matrículas eram importantes para os senhores de engenho, visto que, um escravo sem ela, seria considerado um homem liberto. A República queima essas matrículas, dando ênfase às distinções entre os nascidos livres e os libertos, que buscavam essa distinção.
A migração nesse período resultou na marginalização do negro, quando a mulher saía da condição de escrava para doméstica em alguma residência. A liberdade continuou tolhida. O “estudo desta migração, em particular, como um dos elementos da história do pós-abolição é que ela se origina de um contexto criado tanto no processo de fixação das novas formas de trabalho no campo, quanto da ausência de políticas especificamente destinadas a garantir algum tipo de acesso à terra e ao crédito aos libertos e seus descendentes.”

## Pátrio Poder
Após a Abolição uma das questões que começam a aparecer nos processos de tutela, diz respeito à cor da pele das mães pobres, cujos filhos estavam sendo tomados à tutela, numa evidente demonstração de sinônimo de pobreza que a simples menção à cor “preta” ou “mulata” de tais mães poderia indicar. A legislação utilizada pelo Direito brasileiro na concessão de tutela a órfãos considerados desvalidos embasava-se tanto no Direito Romano como nas Ordenações Filipinas, nos quais à mulher não era concedido o pátrio poder (caracteriza-se pelo direito de ter o controle sobre a criação dos filhos menores de idade ou, de alguma forma, vistos como incapazes, por parte dos pais.  
Após 1890, outra questão que passa a ser recorrente nos Processos de Tutela é a dos casamentos devidamente oficializados sendo utilizados como respaldo para a tentativa de recuperação dos filhos tutelados, tarefa empreendida por muitas famílias que tiveram seus filhos dados à tutoria. Entretanto, além da luta pela posse de seus filhos essas mulheres teriam ainda que se submeter à boa vontade de seus companheiros, nem sempre dispostos a contrair matrimônio no sentido oficial.

## Marginalização

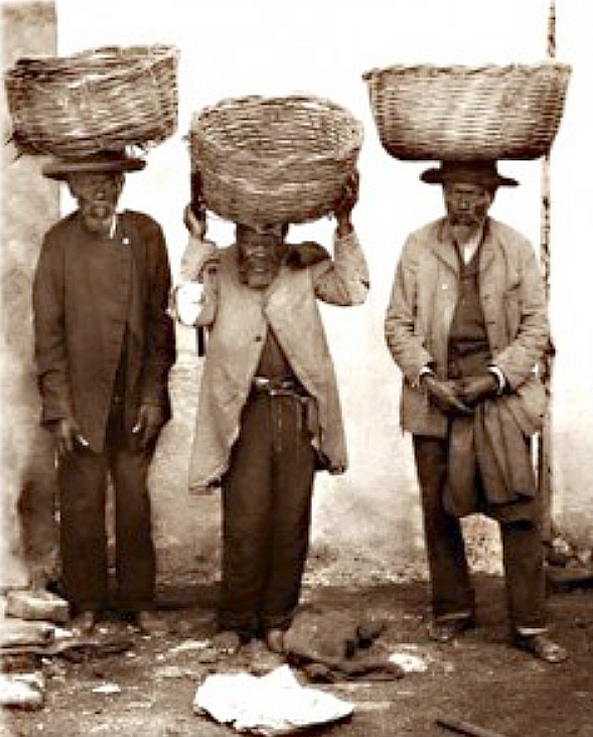
Negros de Porto Alegre poucos anos após a abolição, 1895

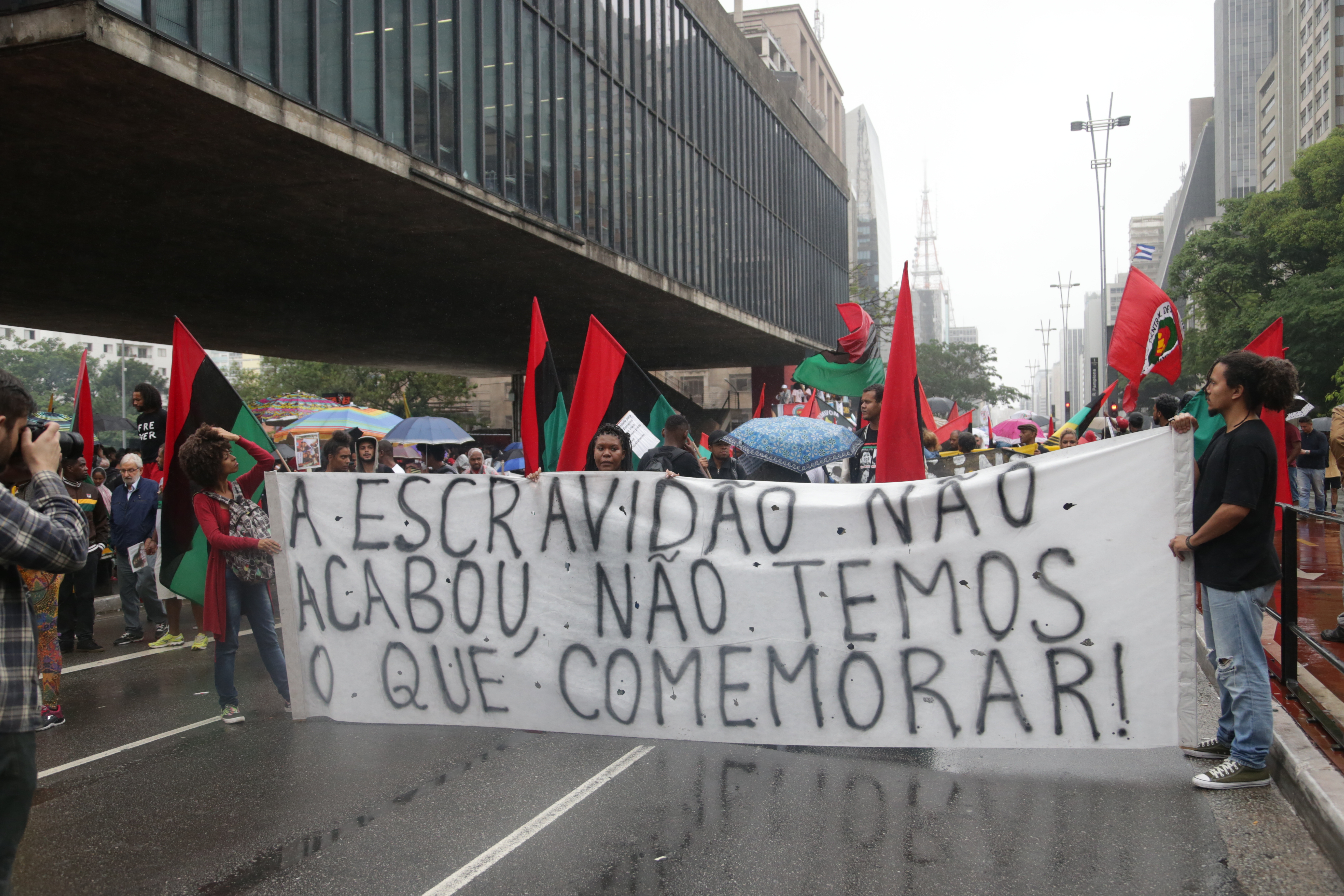
14ª Marcha da Consciência Negra de São Paulo em 2017. O cartaz diz: "A escravidão não acabou, não temos o que comemorar"

A abolição da escravatura no Brasil em 1888 condenou os negros a continuar vivendo como vítimas do sistema, uma vez que se encontravam livres, sem, contudo, possuírem estudo, documentos, dinheiro, moradia, emprego, escola e nenhuma outra espécie de assistência social proporcionada pelo Estado. Logo, a Lei Áurea foi incapaz de transformar as profundas desigualdades econômicas e sociais. A relação mestre/escravo se transformou em branco/negro, ambas hierarquizadas.
A abolição não permitiu ao negro as mesmas condições de vida do restante da população além de não ter trazido a cidadania para os negros libertos. O sociólogo e cientista político Antônio Carlos Mazzeo, da Universidade Estadual Paulista (Unesp), explica que houve pouco investimento na integração do negro à economia nacional. “Quando foi promulgada a Lei Áurea, aconteceu a marginalização do negro do Brasil. Eles foram escanteados da economia”, acrescenta. Ele diz que essa população continua marginalizada. “A maior parte dos negros mora em favelas, sem emprego, nas prisões e não tem acesso à educação. Ainda no Brasil a população negra é vítima sistemática da ideologia racista”, ressalta.
Além disso, poucos anos antes da abolição, estados brasileiros aprovaram leis que, veladamente, marginalizavam a população negra. Esse processo é narrado pela historiadora Wlamyra Albuquerque no livro O Jogo da Dissimulação. Wlamyra conta como, na Bahia de 1887, "decidiu-se que cabia à força policial zelar pela boa conduta da população: sambas foram proibidos depois das 22h, a capoeira foi considerada crime."  Àquela altura, a maior parte da população negra brasileira já era liberta ou nascida livre. Leis como essa pretendiam, diz a historiadora, criar mecanismos para controlar a população negra livre. 
Com a abolição, a população negra passou por grandes dificuldades sócio-econômicas, ignorados por vários setores da sociedade, que os marginalizavam e de certa forma empurravam essas pessoas para fora dos centros urbanos por causa de uma política higienista, sendo a gênese do processo de favelização. Porém, não seria sensato aplicar esse padrão construído por uma historiografia tradicional com o objetivo  de estabelecer uma universalização do negro desempregado, analfabeto, preguiçoso, promíscuo e etc.
Mesmo estando em uma situação de invisibilidade e expostos a um recorrente racismo, os negros libertos também conseguiam criar novas relações sociais e de trabalho. Com o fim da escravidão, era possível negociar essas novas formas de trabalho, por exemplo nas antigas fazendas, tornando-se independente na cultura de subsistência ou nas novas formas de trabalho urbano. Dário de Bittencourt e Carlos da Silva Santos são dois exemplos de negros que nasceram no início do séc. XX, que tiveram duas condições sociais distintas, porém foram intelectuais acadêmicos que obtiveram sucesso no mundo político, indo contra o estereótipo instaurado pós-abolição.
Essa corrente historiográfica vem sendo criticada por romantizar essa marginalização do liberto que foi substituído pelo imigrante europeu, uma visão que coloca um contexto paulista como uma história única nacional, não apresentando um potencial explicativo para todo um período.

## Liberdade Adquirida
Com a abolição, o escravizado passava a não ser mais visto juridicamente como um objeto, apesar de se enxergar como individuo com suas particularidades, conquistava direitos constitucionais nesse processo de destruição da escravidão moderna em todo o Brasil e em toda a América, ligada a essa extensão dos direitos de cidadania. Com o fim dessa estrutura escravista, era produzida uma nova ordem social, que estabelecia hierarquia, categoria racial e condições para aceder aos novos direitos políticos e civis.